# Mica Unire
Mica Unire reprezintă o sintagmă cu caracter depreciativ ce se referă în mod eronat la Unirea Principatelor Române, minimalizând semnificația întemeierii României ca stat. Este o sintagmă falsă și reprezintă un concept eronat, popularizat de politicieni, de consultanții lor și de jurnaliștii care nu cunosc bine istoria României.
De altfel, în uz oficial este sintagma „Unirea Principatelor Române”, după cum a și consemnat Legea Nr. 171 din 16 decembrie 2014 pentru declararea zilei de 24 ianuarie – Ziua Unirii Principatelor Române, ca zi de sărbătoare națională.

## Mecanism de apariție

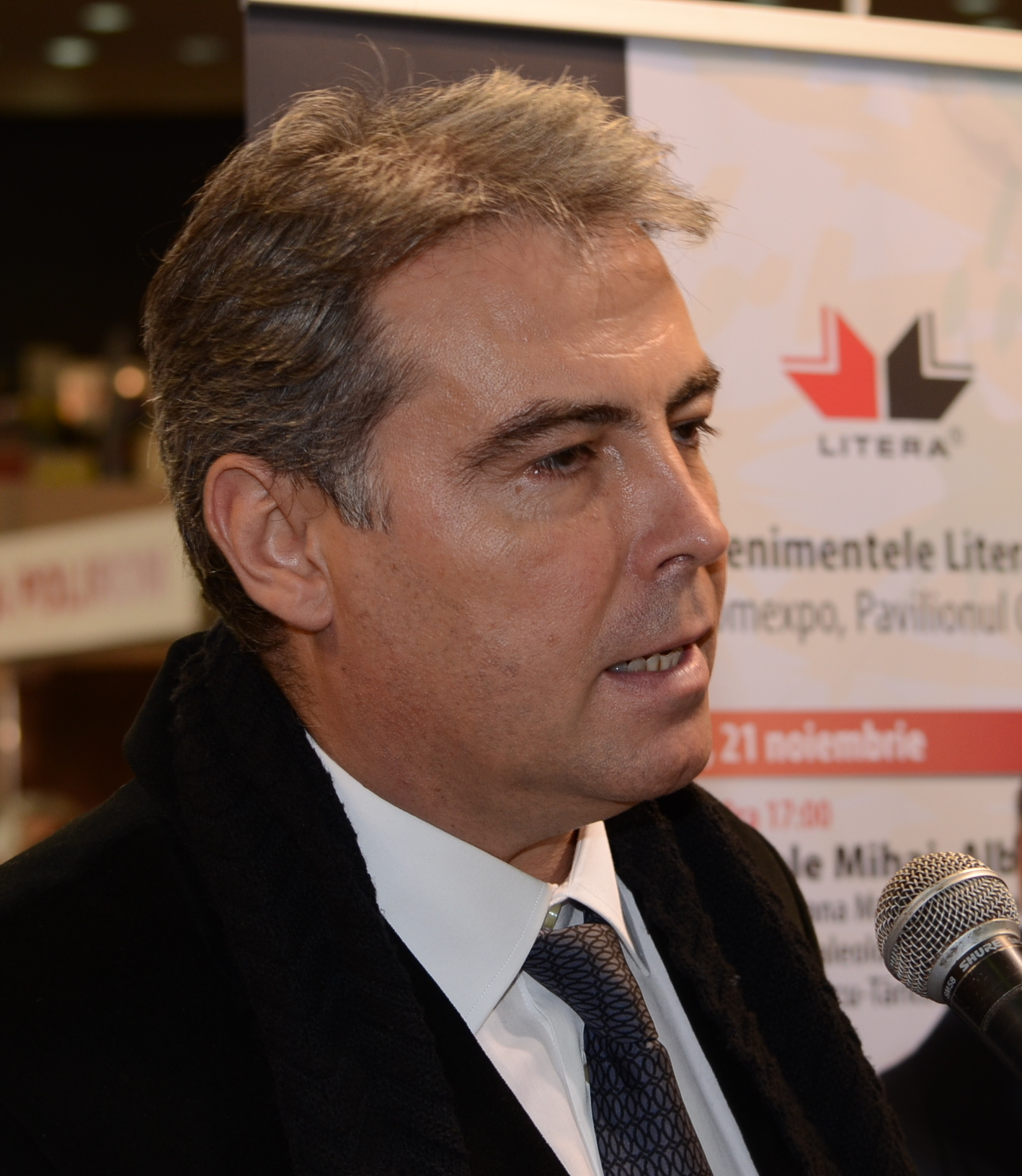
Istoricul Adrian Cioroianu s-a declarat categoric împotriva folosirii sintagmei de „Mica Unire”.

Conform istoricului Lucian Boia sintagma este rod al unei formulări preluate fără o analiză a valorii sale de adevăr. În practică, aceasta a survenit pe fondul minimalizării proceselor istorice anterioare momentului 1918 ce au dus la crearea statului român, printr-o accentuare excesivă a valorii unirii Transilvaniei cu România. Opinia lui Boia merge până la a numi sintagma pur și simplu „o formulă inventată” cu caracter de „prostie penibilă” larg acceptată astăzi și care face parte din formulele „gata confecționate, care circulă și se imprimă în mintea oamenilor”.
Istoricul Adrian Cioroianu definește folosirea noțiunii de Mică Unire drept  efect al unui raționament absolut inept. Astfel, acesta argumentează că în mod practic multă lume vorbind de Marea Unire (care termen ar fi în opinia acestuia și el unul impropriu), a raționat că dacă 1918 reprezintă Marea Unire atunci 1859 reprezintă Mica Unire. Mai mult, Cioroianu consideră noțiunea aberantă, clasamentul ilustrat de Mica Unire versus Marea Unire fiind un clasament cu totul și cu totul inadecvat, dat fiind că istoria este un proces de forma unei continue deveniri. Astfel, fără momentul 1859 nu ar fi existat momentul 1918, ceea ce este un motiv suficient de pertinent pentru a invalida prezumția de importanță dominantă, a vreunuia dintre cele două momente istorice.
La rândul său, profesorul de științe politice Andrei Țăranu consideră sintagma ca fiind stupidă, deoarece întemeierea statului a fost actul, care, a făcut posibile, ulterior, restul adăugirilor sau dezmembrărilor teritoriale. Acest act fundamental de naștere a României moderne, conform istoricului Dorin Stănescu, poate fi doar pe nedrept numit „mic”.

## Efecte
Efectele pe care le aduce cu sine folosirea sintagmei sunt în opinia lui Boia atât acela de permanentizare în mentalul colectiv românesc, a decalajului dintre Moldova și celelalte regiuni ale României, cât și o accentuare a polemicii româno-maghiare având ca subiect Transilvania, prin reducerea Marii Uniri doar la ideea încorporării Transilvaniei în structura statului. Moldova (cu sensul de Principatul Moldovei), Basarabia și într-o mai mică măsură Bucovina ajung astfel să fie uitate. Mai mult, scoaterea Moldovei din ecuație (în contextul în care statul român s-a creat în părți egale din Principatul Moldovei și Țara Românească) și plasarea întregii greutăți a evoluției istorice, pe Transilvania, riscă să imprime în mintea cetățenilor  României faptul că problema națiunii române privește doar Transilvania.
Conform sociologului Mihai Rusu noțiunea are caracter peiorativ, minimalizând proiectul politic de construire a statului național român. Acesta avansează chiar un termen de înlocuire a sintagmei Mica Unire, propunând pentru aceasta sintagma Prima Unire, care, are corespondență în sens temporal și nu se valorizează antagonic în raport cu termenul de Marea Unire, numai fiindcă aceasta este  „mare” în raport cu altceva care trebuie să fie astfel „mic”.